# Abschlussprüferaufsichtsstelle
Die Abschlussprüferaufsichtsstelle, kurz APAS, ist eine deutsche Behörde mit Sitz in Berlin, die für die Aufsicht der Abschlussprüfer zuständig ist. Sie ist organisatorisch in das Bundesamt für Wirtschaft und Ausfuhrkontrolle eingegliedert. Zum Jahresende 2021 waren bei der Behörde 52 Personen beschäftigt.

## Geschichte
Die APAS wurde auf der Grundlage des Abschlussprüferaufsichtsreformgesetzes (APAReG) vom 31. März 2016 gegründet. Vorgänger war die Abschlussprüferaufsichtskommission (APAK). Die APAS arbeitet unabhängig vom Berufsstand und selbständig. Grundlage für das Reformgesetz waren entsprechende EU-Regelungen.

## Aufgabenbereiche
Die APAS hat folgende Aufgaben:

### Inspektionen und Qualitätskontrolle
Bei Praxen, die Abschlussprüfungen bei Unternehmen von öffentlichem Interesse gemäß § 316a HGB durchführen, wird ohne Anlass die Arbeitsweise und Qualitätssicherung überprüft und bewertet.

### Berufsaufsicht und Marktbeobachtung
Bei konkreten Anhaltspunkten für Berufspflichtverletzungen ermittelt die Behörde anlassbezogen bei Abschlussprüfungen von Unternehmen von öffentlichem Interesse nach § 316a HGB. Festgestellte Verstöße kann sie sanktionieren. Außerdem beobachtete die APAS die Entwicklungen auf dem Markt für die Bereitstellung von Abschlussprüfungsleistungen und arbeitet auf ihren Sachgebieten mit internationalen Institutionen zusammen.

### Aufsicht Wirtschaftsprüferkammer (WPK)
Die APAS übt die öffentliche fachbezogene Aufsicht über die WPK aus. Sie überwacht, dass die WPK ihre Aufgaben in geeigneter und angemessener Weise ausübt.

## Struktur und Finanzierung
Für die beiden Bereiche „Inspektion“ und „Berufsaufsicht“ gibt es jeweils eine fünfköpfige Beschlusskammer. Zusätzlich gibt es einen gemeinsamen Ausschuss und einen Fachbeirat. Die Finanzierung der APAS erfolgt aus kostendeckenden Gebühren und dem Bundeshaushalt.

## Kritik im Zusammenhang mit Wirecard
Im Zusammenhang mit dem Wirecard-Skandal wurde kritisiert, dass die APAS trotz Hinweisen, die bereits vom Februar 2019 stammen, nicht aktiv geworden ist. Die APAS entgegnete, sie sei für die Einhaltung berufsrechtlicher Pflichten von Abschlussprüfern zuständig, nicht jedoch für das Aufdecken von Fehlern in der Rechnungslegung börsennotierter Konzerne. Mittlerweile führt die APAS ein Berufsaufsichtsverfahren gegen die Wirecard-Wirtschaftsprüfungsgesellschaft EY sowie gegen einzelne dort angestellte Personen durch. Inzwischen haben vier Prüfer ihre Lizenz abgegeben und sich somit einem berufsrechtlichen Verfahren entzogen. Außerdem hatte der Leiter der APAS im parlamentarischen Untersuchungsausschuss um Wirecard in der Sitzung am 11. Dezember 2020 eingeräumt, mit Wirecard-Aktien im Frühjahr 2020 nur wenige Wochen vor der Insolvenz gehandelt zu haben. Er ist daraufhin von seinem Posten freigestellt worden.